# Chiesa di Santa Maria Assunta (Ceranesi)
La chiesa di Santa Maria Assunta è un luogo di culto cattolico situato nel comune di Ceranesi, in piazza della Chiesa, nella città metropolitana di Genova. La chiesa è sede della parrocchia omonima del vicariato di Campomorone dell'arcidiocesi di Genova.

## Storia

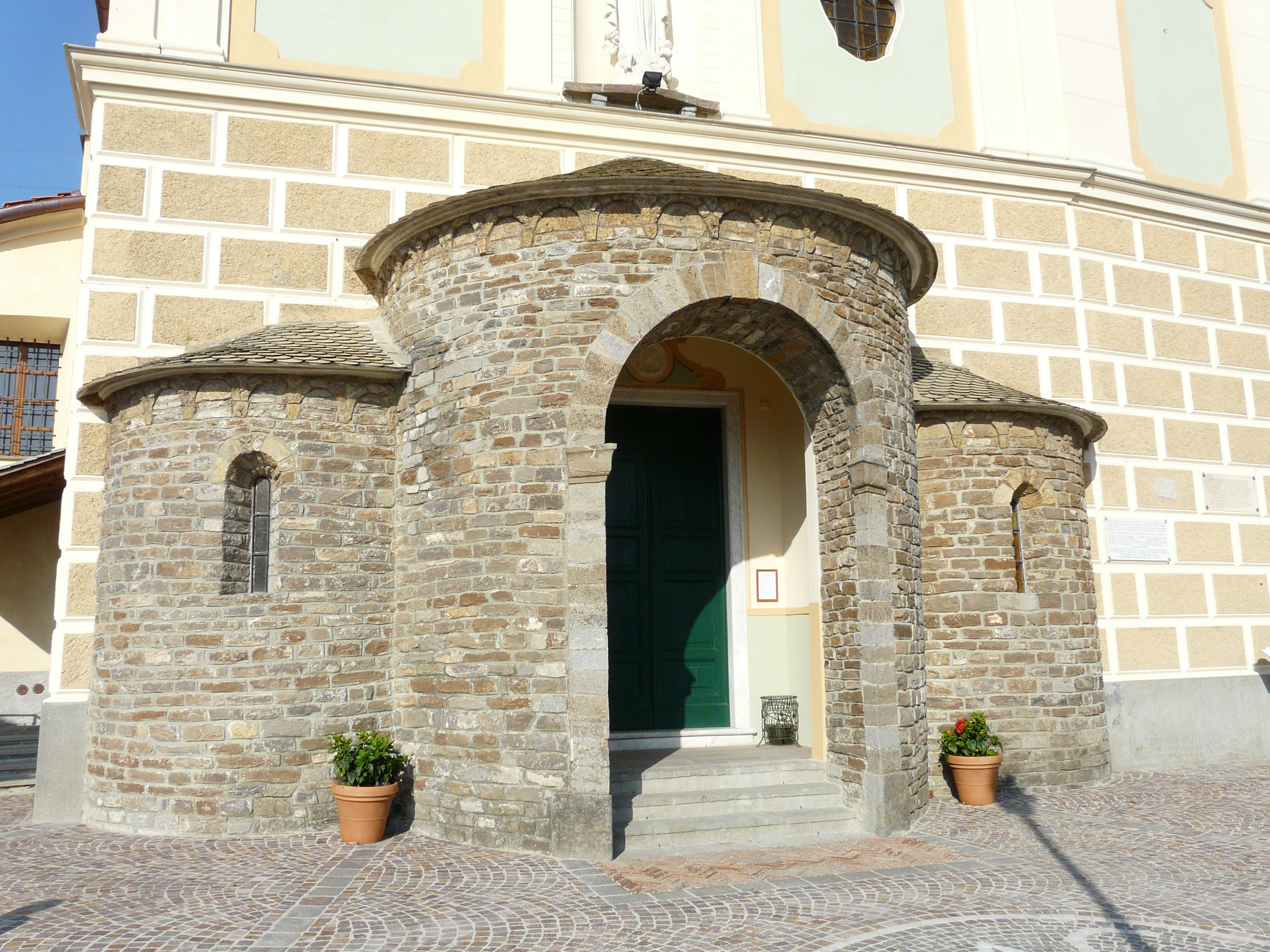
Particolare dell'ingresso principale, corrispondente all'antica abside

Secondo una lapide marmorea, posta all'esterno dell'edificio religioso, la fondazione del tempio potrebbe essere antecedente al XIII secolo poiché tale targa in marmo commemora alcuni interventi di restauro e di rifacimento effettuati nel 1209.
Altri interventi alla struttura furono eseguiti nel 1282 e più tardi nel 1580 - grazie alle donazioni della famiglia Ghisolfi che finanziò l'opera restaurativa - spostando la porta principale dove si trovava il coro capovolgendo così la struttura.
L'attiguo campanile fu restaurato nel 1693 e dal 1821 dotato di quattro campane.

## Descrizione
All'interno sono conservate alcune opere scultoree e pittoriche quali una statua marmorea, di scultore sconosciuto, raffigurante la Madonna del Rosario e tre pregiati dipinti. Il primo dipinto, raffigurante la Crocifissione di Gesù e datato 1757, è opera di Francesco Campora; il secondo raffigura Sant'Antonio di Padova e vi è incertezza sulla paternità della tela, forse opera di Antonio Pittaluga o di Nicolò Pittaluga, entrambi appartenenti alla scuola di Giovanni Battista Merano.
Sull'altare maggiore, rifatto nel 1798, è presente l'ancona della Beata Maria Vergine Assunta in cielo di Gian Battista Canepa, eseguita molto probabilmente dopo la guerra di successione austriaca del 1747.